# 손양원
손양원(孫良源, 1902년 7월 7일(음력 6월 3일)- 1950년 9월 28일)은 대한민국의 목사이자 순교자이며 세계적인 성자로 주기철 목사와 더불어서 한국교회에서 가장 존경받는 목회자 중 한 명으로 손꼽히며 호는 산돌이며 슬하에 4남 3녀를 두었으나 위의 두 아들은 순교를 당하였다.

손양원 목사

## 생애

### 출생과 학문
손양원은 부모의 신앙을 따라서 성장하였고 일본까지 가서 공부하는 배움의 열정, 애국정신 그리고 봉사의 모범적인 배경에서 성장하였다.
손양원은 1902년 6월 3일 경상남도 함안군 칠원읍 구성리에서 손종일(孫宗一, 칠원교회) 장로와 김은수 집사 사이에서 장남으로 태어났으며 당시 그의 이름은 손연준이었는데 훗날 그가 애양원을 시무하면서부터 손양원으로 개명했다.
손양원은 1908년 온 가족과 함께 기독교에 입교한 뒤 1913년 칠원초등학교에 입학하여 공부하던 중 궁성요배 반대로 퇴학을 당하였으나 호주에서 온 맹호은(孟虎恩, Frederick John Learmonth Macrae) 선교사의 도움으로 15세 때인 1917년 이 학교를 졸업하게 되었다.
그리고 2년 후 도움받은 맹호은 선교사로부터 세례를 받았고 1919년에는 서울 중동중학교에 재학 도중 그의 아버지 손종일 장로가 3·1운동에 가담한 혐의로 창원교도소에 투옥되자 학교에서 퇴학당했다.
그 후 손양원은 창원 창신중학교에 편입되었다가 1921년 19세의 나이에 일본으로 건너가 도쿄의 스가모(巢鴨)중학교에서 공부한 후 1923년 졸업하였다.
그 당시 그는 성결교회인 도쿄중앙교회에 출석하였는데 그곳에서 나카다 쥬지 목사의 노방전도에서 성령을 체험하고 그리고 나병환자들을 위한 급식과 전도활동에 감명을 받아서 후에 자신도 이런 사역의 전도자가 되고자 결심하였다.
1923년 귀국한 후 부모의 권유로 정양순(본명 정쾌조)과 결혼하였고 이후 진주에 있던 ‘경남성경학원’에 입학하였는데 이 학교는 경남노회 관할 하에 있었지만 호주 선교부가 운영하던 일종의 신학교육기관이었으며 이 학교에서 손양원은 최상림, 주기철 목사를 만나게 된다.
1925년 졸업과 동시에 부산 남구 감만동에 위치한 나환자 보호시설의 노블 메켄지(Noble Mackenzie) 선교사 휘하의 전도사로 일하면서 울산 방어진교회, 남창교회, 양산 원동교회, 그리고 밀양 수산교회를 차례대로 개척하였다.

### 목회와 신사참배 반대
손양원은 목회자가 되기 위해 33세에 전도사로서 평양 능라도교회를 담당한 후 1938년 3월 16일 장로회신학대학교(당시 조선예수교장로회신학교)를 졸업하였는데 당시 학교가 폐교되었기에 42명이 우편으로 졸업증서를 받았으며 그의 동기생들은 한국교회의 유명한 목사들로서 강신명, 계일승, 김규당, 김양선, 박군현, 박손혁, 배운환, 윤술용, 그리고 한정교 등이 있다.
1938년 졸업 후 과거 부산 나병환자보호시설에서 경험한 그는 여수 나병원 애양교회에 부임하여 나병환자를 위한 전도자로 사랑의 친구가 되었고 그는 이후 신사참배를 반대하다가 1940년 9월 25일 수요예배 후에 일경에게 체포되어 여수경찰서에서 10개월 구금된 후에 광주 구치소와 광주 형무소에서 1년 6개월 형기를 마치고 1943년 5월 17일에 출옥하였다.
그러나 그는 계속 신사참배를 거부하고 반대운동을 하다가 종신형을 받고 1943년 10월 서울 구치소와 청주 형무소에서 복역하다가 광복을 맞이하고 이틀 후인 1945년 8월 17일에 석방되었다.
석방된 후 다시 여수 애양원으로 돌아가서 1946년 3월 주기철 목사가 목회하던 창원 제일문창교회에서 열린 경남노회에서 목사 안수를 받았다.

### 두 아들의 죽음
그는 여수 애양원에서 한센병자들을 보던 해인 1948년 10월 19일 여수·순천 사건 당시 반란군인 안재선(안경선 목사의 부친)이라는 사람이 친미, 예수쟁이란 이유로 그의 두 아들인 손동인과 손동신을 총살하였다.
그러나 손양원 목사는 아들을 죽인 공산당원이었던 안재선이 체포되어 사형을 받게 되는 것을 알고 안재선을 용서해 줄 것을 요구하며 또 구타를 금하게 하고 그 사람을 자신의 아들을 삼겠다고 하며 적극적으로 구명활동을 하여 결국 그를 살려서 자신의 아들로 입적하여 가족으로 함께 살도록 하였다.
이런 극적인 반전을 손양원 목사의 딸 손동희 권사도 이런 그녀의 아버지를 처음에는 이해할 수 없었지만 후에는 사랑과 용서를 이해하게 되었다.

## 순교
그 후 손양원 목사는 애양원 교회에서 나환자들을 돌보며 목회를 하던 중 6.25 전쟁이 일어났지만 피난을 가지 않고 나병환자를 계속 돌보았고 이후 공산군이 쳐들어와서 1950년 9월 13일 체포당해 15일간 여수 감옥에서 혹독한 고문을 당하였다.
유엔군이 참전하여 공산군이 퇴각할 당시 공산군은 그 과정에서 손양원 목사를 여수시 둔덕동 미평과수원에서 총살하면서 결국 1950년 9월 29일 향년 49세의 나이로 순교하였다.
그래서 그 유명한 책 <사랑의 원자탄>의 주인공이 되었으며 이후 2014년 2월 6일 모교인 서울 중동고등학교에서 퇴학을 당한지 95년만에 명예졸업장을 수여받았다.

## 평가
그는 한국교회에서 가장 존경받는 목회자 가운데 한분으로 애양원을 통하여 나병환자를 사랑으로 돌보고 자신의 두 아들을 죽인 원수를 사랑으로 끌어안아 양자를 만들어서 기독교 역사상 가장 위대한 사랑을 실천한 성인의 모습을 보여주었다.
6.25 전쟁에서 신앙의 절개를 지키면서 순교하였으며 오늘날 한국교회가 그의 참된 신앙과 사랑과 용서를 실천한 그 모습을 본 받아야 할 분으로 평가받는다.
그러나 역사학자 이만열 교수(손양원목사기념사업회 이사)는 손양원 목사의 정신을 한국교회가 제대로 실천하지 못 하고 있다고 비판하면서, 손양원 목사는 이념이나 사상 등에서 벗어나 오직 예수의 사랑으로 극복하고 사랑의 사도가 되었다고 한다.
손양원 목사의 양아들이었던 안재선이 낳은 아들인 안경선 목사(한국고등신학연구원)는 손양원 목사의 삶은 기독교의 핵심 메시지였다고 말한다.
손양원 목사와 관련된 생애와 신학에 대한 전문적인 연구가 여러 분야에서 요구되고 있으며 석사논문과 박사논문을 비롯한 학술 논문들이 차츰 연구발표가 시작되고 있다.
역사학자 이상규 백석대학교 석좌교수에 따르면 현재까지 남아 있는 85편의 손양원의 설교 문에서 그의 신학사상이 잘 나타난다고 밝혔는데 즉 그의 신학의 특징은 하나님의 우주적인 왕권과 유일사상, 회개와 자숙, 사랑의 실천, 그리고 하나님의 통치와 재림사상이 나타난다고 주장한다.
신종철 아신대학교 교수에 따르면 손양원의 신앙과 신학은 종교 개혁가들이 선포했던 ``다섯 솔라 신학``과 동일한 것으로, ``오직 성경``(Sola Scriptura),``오직 그리스도``(Solus Christus), ``오직 은혜``(Sola Gratia), ``오직 믿음``(Sola Fide), ``오직 하나님의 영광을 위하여``(Soli Deo Gloria)이라고 주장한다.

## 참고 문헌
- 안용준, 사랑의 원자탄, 성광문화사, 2007

- 안용준, 산돌 손양원 목사 설교집(상), 1963

- 안용준, 손양원 목사님의 옥중서신집, 1952
- 손동희, 나의 아버지 손양원 목사, 아가페, 1994
- 김광수, 한국 기독교 인문사, 기독교문사, 1974
- 예수 닮은 그 사람, ‘손양원’ 옥중서신 발간

### 동영상
- 2017 12 25 성탄특집 다큐멘터리 - 죽음보다 강한 사랑 손양원 목사
- 사랑의 원자탄 고 손양원목사님의 일대기